# Uvaria siamensis
Uvaria siamensis este o specie de plante angiosperme din genul Uvaria, familia Annonaceae. A fost descrisă pentru prima dată de Rudolph Herman Scheffer, și a primit numele actual de la L. L. Zhou, Y. C. F. Su och R. M. K. Saund. Conform Catalogue of Life specia Uvaria siamensis nu are subspecii cunoscute.